# Xylophanes blanca
Xylophanes blanca là một loài bướm đêm thuộc họ Sphingidae. Nó được tìm thấy ở Peru.
Sải cánh dài 62–70 mm đối với con đực và khoảng 71 mm đối với con cái. Nó giống với Xylophanes rothschildi.